# Erlöserkirche (Annen)

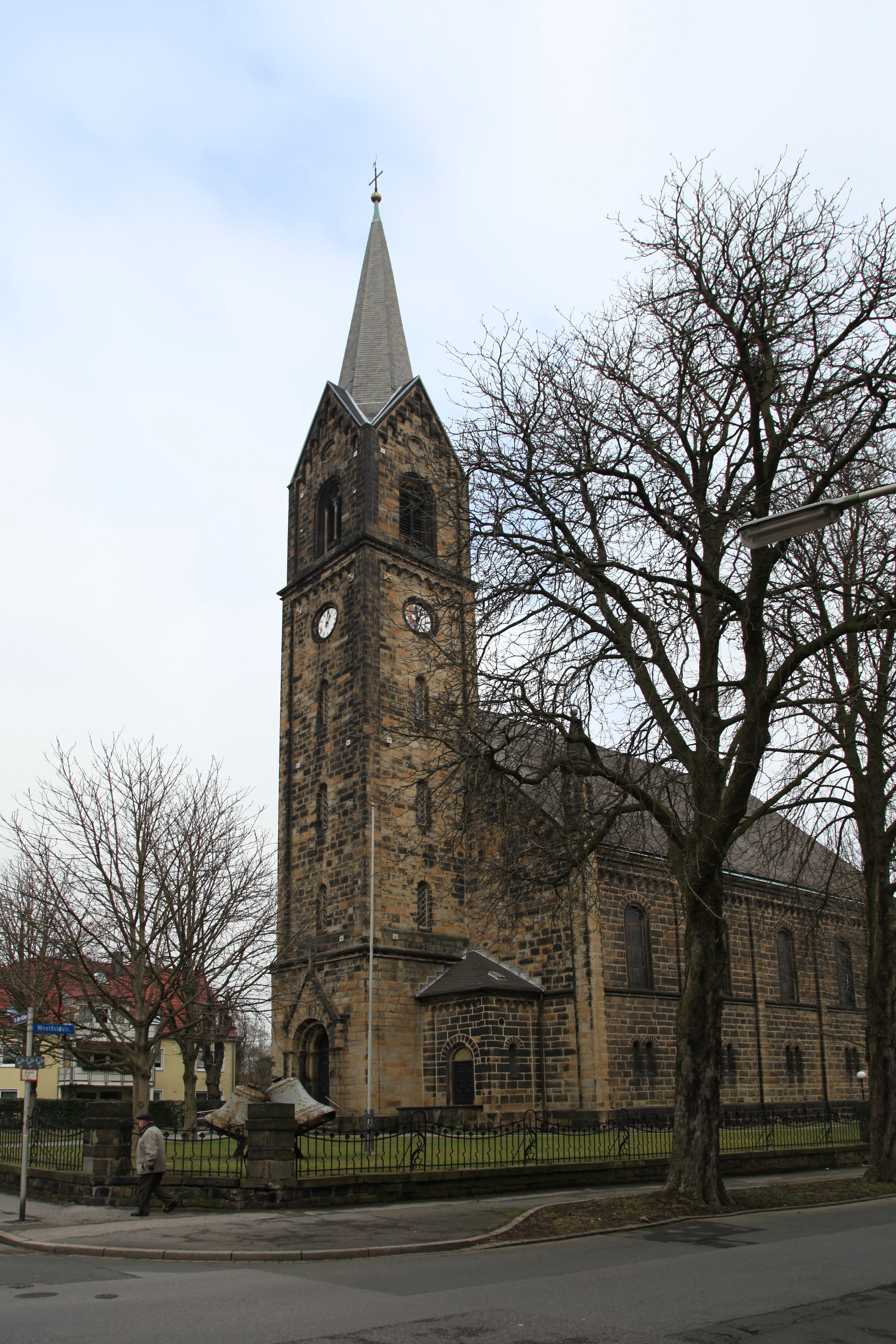
Erlöserkirche (Annen)

Die denkmalgeschützte evangelische Erlöserkirche steht in Annen, einem Gemeindeteil der Stadt Witten im Ennepe-Ruhr-Kreis von Nordrhein-Westfalen. Die Kirchengemeinde gehört zum Kirchenkreis Hattingen-Witten der Evangelischen Kirche von Westfalen.

## Beschreibung
Die neuromanische Saalkirche aus bearbeiteten Bruchsteinen wurde nach einem Entwurf von Friedrich Ellinghaus erbaut und am 26. August 1874 eingeweiht. Sie besteht aus einem Langhaus mit fünf Achsen, das mit einem Satteldach bedeckt ist, einem eingezogenen Chor mit Fünfachtelschluss im Osten und einem Kirchturm auf quadratischem Grundriss im Westen, der mit einem spitzen Helm bedeckt ist. Die Wände sind durch Lisenen, Gesimse und Bogenfries gegliedert. Das oberste Geschoss des Kirchturms, das in Giebeln ausläuft, beherbergt hinter den Klangarkaden den Glockenstuhl. Die Turmuhr befindet sich im Geschoss darunter. 
Der Innenraum ist mit einem offenen Dachstuhl überspannt. Die dreiseitigen Emporen werden von Säulen getragen.
Die Orgel mit 31 Registern auf drei Manualen und Pedal wurde 1968 von Alfred Führer errichtet.

## Glocken
1874 wurden bei Rincker in Westhofen drei neue Glocken mit den Tönen c', e' und g' gegossen. 1897 wurde die große Glocke nach einem Sprung neu gegossen (Schilling/Apolda). 1917 wurden die große und die kleine Glocke beschlagnahmt. Im selben Jahr bestellte man drei Gussstahlglocken h°, d' und e', die 1919 geliefert wurden. Das Geläut schädigte in seiner bisherigen Form aber den Turm, so wurden 1996 bei Petit & Edelbrock drei neue Bronzeglocken g' (Sonntagsglocke), a' (Betglocke) und h' (Sakramentsglocke) gegossen. Die große Stahlglocke h° (Festtagsglocke) verblieb im Turm, die beiden kleinen Stahlglocken wurden vor der Kirche aufgestellt.